# Pagcayan
Entre los miembros del grupo de los mandayas de Mindanao (Filipinas) se llama pagcayan a una ceremonia para evitar las enfermedades, especialmente la epilepsia.
Consiste en introducir en cierto aparato de pesca que ellos llaman bobo un vaso lleno de tuba, siete cangrejos y siete buyos, cubriéndolo todo con hojas de diferentes árboles y al cuarto día, de madrugada, todo ello lo destrozan con infernal griterío.